# Norra Tallvik
Norra Tallvik is een dorp binnen de Zweedse gemeente Överkalix, dat ligt aan de rand van de industrieterreinen behorende bij Tallvik en omgeving. Het dorp ligt 1 kilometer ten noordwesten van Tallvik aan de Riksväg 98.
Bestuurscentrum: Överkalix (tätort)
Tätort: Vännäsberget · Svartbyn · Tallvik
Småort: Alsån · Boheden · Gyljen · Hedensbyn · Jockfall · Lansjärv · Norra Tallvik · Nybyn
Overig: Grelsbyn · Kälvudden · Lomträsk · Räktjärv · Rödupp